# Paguyangan (Paguyangan)
Paguyangan is een bestuurslaag in het regentschap Brebes van de provincie Midden-Java, Indonesië. Paguyangan telt 4841 inwoners (volkstelling 2010).